# 瓦米河
瓦米河（Wami River）是坦桑尼亞東部的河流，位於濱海區和莫羅戈羅區，從發源地往東流，最終在桑給巴爾以西注入印度洋是坦桑尼亞唯一位於海岸的國家公園薩阿達尼國家公園的南面界線，集水區面積43,946平方公里，其徑流將因森林砍伐和氣候變化逐步減少。